# Lääniste
Lääniste est un village de la commune de Võnnu du comté de Tartu en Estonie.
Au 31 décembre 2011, il compte 143 habitants.